# Saison 1985-1986 du Montpellier Paillade Sport Club
Maillots
Chronologie
Saison précédente Saison suivante
La saison 1985-1986 du Montpellier PSC a vu le club évoluer en Division 2 pour la quatrième saison consécutive.
Après un début de championnat difficile, les palladins redressent la barre sans pour autant venir taquiner les leaders du classement, ils terminent à la 5e place du groupe A, position plus que décevante au vu du recrutement effectué en début de saison.
Le parcours en Coupe de France est stoppé net dès les seizièmes de finale par le Paris Saint-Germain, déjà bourreau du club lors de l'année précédente.

## Déroulement de la saison

### Inter-saison
L'échec de l'année précédente ayant marqué Louis Nicollin, Robert Nouzaret retourne dans sa ville d'origine pour entrainer l'Olympique lyonnais et l'équipe est reprise en main par Michel Mézy qui fait ses débuts en tant qu'entraîneur.
La folie des transferts reprend les dirigeants lors de cet inter-saison avec les arrivées de Christian Lopez l'ancien libéro de l'équipe de France, de Jean-Claude Chemier venu remplacer Dominique Deplagne dans les buts, de Karim Maroc qui arrive de la Division 1, et surtout des deux internationaux hongrois, László Kiss et András Törőcsik venus remplacer un autre hongrois, Sandor Zombori qui vient de prendre sa retraite. Autre joueur qui prend sa retraite lors de cette inter-saison, Jean-Louis Gasset, un joueur issu du centre de formation et qui aura effectué toute sa carrière dans le club. En remerciement de cette fidélité, il sera choisi comme adjoint par son ancien coéquipier Michel Mézy.

### Championnat
L'entame de la saison est délicate, avec 4 défaites en 7 matches et même si László Kiss donne satisfaction avec 10 buts en 27 matches, András Törőcsik qui devait être la star de l'équipe ne retrouve pas son niveau d'antan. Le poste de gardien ne fait pas non plus l'unanimité, puisque Jean-Claude Chemier et Jean-Yves Hours se partageront les matches tout au long de la saison. Si l'on ajoute à ça la défense dirigée par Christian Lopez et qui finira à la 16e place du groupe, il n'est pas possible de dire que le recrutement ambitieux effectué ait porté ses fruits.
Heureusement, cette année est l'année de la confirmation pour Franck Passi, Laurent Blanc et Pascal Baills qui joueront quasiment tous les match, et pour Kader Ferhaoui, qui éclipse Jean-Michel Guédé sur le flanc gauche du milieu de terrain. La grande année de Jean-Marc Valadier auteur de 23 buts dont 22 en championnat ce qui lui vaudra le titre de meilleur buteur du groupe A de Division 2 ne permet toutefois pas de rattraper le retard pris lors du début de saison et les pailladins échouent encore une fois aux portes des barrages en terminant à la 5e à seulement un point encore du 3e.
Il faut noter cependant la bonne formes des clubs languedociens puisque l'Olympique d'Alès termine 2e du groupe, le FC Sète 4e, le Nîmes Olympique 6e et l'AS Béziers 8e.

### Coupes nationales
En coupe de France, le Paris Saint-Germain élimine les montpelliérains pour la seconde année consécutive au terme de deux matches très serrés.

## Joueurs et staff

### Transferts
| Été 1985            |             |                           |                        |                   |
| Nom                 | Nationalité | Transfert                 | Provenance/Destination | Division          |
| Arrivées            |             |                           |                        |                   |
| Jean-Claude Chemier | France      | Transfert                 | CS Louhans-Cuiseaux    | Division 3        |
| Jean-Yves Hours     | France      | Premier contrat pro       |                        |                   |
| Christian Lopez     | France      | Transfert                 | Toulouse FC            | Division 1        |
| Faouzi Mansouri     | Algérie     | Transfert                 | FC Mulhouse            | Division 2        |
| Jean-François Scala | France      | Premier contrat pro       |                        |                   |
| András Törőcsik     | Hongrie     | Transfert                 | Újpest FC              | Nemzeti Bajnokság |
| Gilles Gomez        | France      | Premier contrat pro       |                        |                   |
| Karim Maroc         | Algérie     | Transfert                 | Brest Armorique FC     | Division 1        |
| László Kiss         | Hongrie     | Transfert                 | Vasas SC               | Nemzeti Bajnokság |
| Départs             |             |                           |                        |                   |
| Dominique Deplagne  | France      | Transfert                 | FC Sète                | Division 2        |
| Gérald Passi        | France      | Transfert                 | Toulouse FC            | Division 1        |
| Jean-Louis Gasset   | France      | Fin de contrat (Retraite) |                        |                   |
| Jean-Pierre Orts    | France      | Transfert                 | Nîmes Olympique        | Division 2        |
| Robin Huc           | France      | Transfert                 | Toulouse FC            | Division 1        |
| Sandor Zombori      | Hongrie     | Fin de contrat (Retraite) |                        |                   |
| Lionel Cristol      | France      | Transfert                 | AS Béziers             | Division 2        |
| Jacques Massol      | France      | Transfert                 | Olympique d'Avignon    | Division 3        |

| Changement d'entraineur (1er juillet 1985) |             |                       |                        |            |
| Nom                                        | Nationalité | Transfert             | Provenance/Destination | Division   |
| Arrivées                                   |             |                       |                        |            |
| Michel Mézy                                | France      | Libre de tout contrat |                        |            |
| Départs                                    |             |                       |                        |            |
| Robert Nouzaret                            | France      | Transfert             | Olympique lyonnais     | Division 2 |

## Rencontres de la saison

### Division 2
| Tour       | Adversaire           | Lieu | Résultat | Buteurs du MPSC                                                   |
| Journée 1  | FC Grenoble Dauphiné | Dom. | 2-1      | Jean-Marc Valadier · Christian Lopez                              |
| Journée 2  | Olympique lyonnais   | Ext. | 0-4      | -                                                                 |
| Journée 3  | USF Le Puy           | Dom. | 2-2      | Richard Toutain · Jean-Marc Valadier                              |
| Journée 4  | Tours FC             | Ext. | 1-2      | Jean-François Scala                                               |
| Journée 5  | AS Béziers           | Dom. | 5-1      | László Kiss · Jean-Marc Valadier                                  |
| Journée 6  | FC Montceau          | Dom. | 1-3      | Jean-Michel Guédé                                                 |
| Journée 7  | Olympique d'Alès     | Ext. | 0-2      | -                                                                 |
| Journée 8  | Istres Sports        | Dom. | 3-1      | András Törőcsik · Karim Maroc                                     |
| Journée 9  | Red Star             | Ext. | 3-2      | Jean-Marc Valadier · Jean-François Scala                          |
| Journée 10 | CS Thonon            | Dom. | 1-0      | Laurent Blanc                                                     |
| Journée 11 | AS Saint-Etienne     | Ext. | 1-3      | Pascal Baills                                                     |
| Journée 12 | FC Martigues         | Dom. | 6-0      | Jean-Marc Valadier · László Kiss · Laurent Blanc                  |
| Journée 13 | AS Cannes            | Ext. | 3-2      | Jean-Marc Valadier · Philippe Millot · László Kiss                |
| Journée 14 | FC Sète              | Dom. | 2-1      | László Kiss · Bruno Blachon                                       |
| Journée 15 | Nîmes Olympique      | Ext. | 0-0      | -                                                                 |
| Journée 16 | FC Gueugnon          | Dom. | 1-0      | László Kiss                                                       |
| Journée 17 | FC Chaumont          | Ext. | 2-2      | Laurent Blanc · Jean-Marc Valadier                                |
| Journée 18 | Olympique lyonnais   | Dom. | 2-2      | Jean-Marc Valadier · László Kiss                                  |
| Journée 19 | USF Le Puy           | Ext. | 1-2      | Kader Ferhaoui                                                    |
| Journée 20 | Tours FC             | Dom. | 0-0      | -                                                                 |
| Journée 21 | AS Béziers           | Ext. | 1-1      | Kader Ferhaoui                                                    |
| Journée 22 | FC Montceau          | Ext. | 2-1      | Kader Ferhaoui · Jean-Marc Valadier                               |
| Journée 23 | Olympique d'Alès     | Dom. | 2-0      | András Törőcsik                                                   |
| Journée 24 | Istres Sports        | Ext. | 0-2      | -                                                                 |
| Journée 25 | Red Star             | Dom. | 0-0      | -                                                                 |
| Journée 26 | CS Thonon            | Ext. | 0-1      | -                                                                 |
| Journée 27 | AS Saint-Etienne     | Dom. | 2-1      | Jean-Marc Valadier · (c.s.c.) Gilles                              |
| Journée 28 | FC Martigues         | Ext. | 1-2      | László Kiss                                                       |
| Journée 29 | AS Cannes            | Dom. | 3-1      | Christian Lopez · Jean-Marc Valadier · Laurent Blanc              |
| Journée 30 | FC Sète              | Ext. | 0-0      | -                                                                 |
| Journée 31 | Nîmes Olympique      | Dom. | 4-4      | Jean-Marc Valadier · Laurent Blanc · László Kiss · (c.s.c.) Lopez |
| Journée 32 | FC Gueugnon          | Ext. | 2-3      | Laurent Blanc · Jean-Marc Valadier                                |
| Journée 33 | FC Chaumont          | Dom. | 3-1      | László Kiss · Jean-Michel Guédé · Radouane Abbes                  |
| Journée 34 | FC Grenoble Dauphiné | Ext. | 5-2      | Jean-Marc Valadier · Kader Ferhaoui · (c.s.c.) Robert Buigues     |

### Coupe de France
| Tour            | Adversaire                         | Lieu | Résultat                    | Buteurs du MPSC                                     |
| 7e tour         | Perpignan FC (Division 4)          | Dom. | 3-0                         | László Kiss · Kader Ferhaoui                        |
| 8e tour         | UES montmorillonnaise (Division 3) | Ext. | 3-1                         | András Törőcsik · (c.s.c.) Sabathier · Franck Passi |
| 1/32e de finale | Olympique d'Avignon (Division 3)   | Dom. | 2-2 (a.p.) Tir au but : 4-3 | Jean-Marc Valadier · Kader Ferhaoui                 |
| 1/16e de finale | Paris Saint-Germain (Division 1)   | Ext. | 1-2                         | Franck Passi                                        |
| 1/16e de finale | Paris Saint-Germain (Division 1)   | Dom. | 1-1                         | Philippe Millot                                     |

## Statistiques

### Statistiques collectives
| Compétition     | Débute au tour | Place ou tour final | Matches joués | Gagnés | Nuls | Perdus | Buts pour | Buts contre | Différence |
| Division 2      | -              | 5e                  | 34            | 15     | 9    | 10     | 61        | 49          | +12        |
| Coupe de France | 7e tour        | 1/16e de finale     | 5             | 2      | 2    | 1      | 10        | 6           | +4         |
| Total           | -              | -                   | 39            | 17     | 11   | 11     | 71        | 55          | +16        |

### Statistiques individuelles
| Nat. | Nom      | Division 2 | Division 2  | Division 2 | Division 2   | Coupe de France | Coupe de France | Coupe de France | Coupe de France | Total | Total       | Total  | Total        |
| Nat. | Nom      | M.j.       | But inscrit | Averti     | Carton rouge | M.j.            | But inscrit     | Averti          | Carton rouge    | M.j.  | But inscrit | Averti | Carton rouge |
|      | Chemier  | 17         | 0           | 0          | 0            | 3               | 0               | 0               | 0               | 20    | 0           | 0      | 0            |
|      | Hours    | 17         | 0           | 0          | 0            | 0               | 0               | 0               | 0               | 17    | 0           | 0      | 0            |
|      | Blachon  | 21         | 1           | 0          | 0            | 2               | 0               | 0               | 0               | 23    | 1           | 0      | 0            |
|      | Lopez    | 24         | 2           | 0          | 0            | 3               | 0               | 0               | 0               | 27    | 2           | 0      | 0            |
|      | Mansouri | 16         | 0           | 0          | 0            | 0               | 0               | 0               | 0               | 16    | 0           | 0      | 0            |
|      | Baills   | 27         | 1           | 0          | 0            | 2               | 0               | 0               | 0               | 29    | 1           | 0      | 0            |
|      | Millot   | 25         | 1           | 0          | 0            | 3               | 0               | 0               | 0               | 28    | 1           | 0      | 0            |
|      | Abbes    | 11         | 1           | 0          | 0            | 3               | 0               | 0               | 0               | 14    | 1           | 0      | 0            |
|      | Durand   | 3          | 0           | 0          | 0            | 0               | 0               | 0               | 0               | 3     | 0           | 0      | 0            |
|      | Toutain  | 20         | 1           | 0          | 0            | 1               | 0               | 0               | 0               | 21    | 1           | 0      | 0            |
|      | Tischner | 21         | 0           | 0          | 0            | 3               | 0               | 0               | 0               | 24    | 0           | 0      | 0            |
|      | Passi    | 33         | 0           | 0          | 0            | 4               | 2               | 0               | 0               | 37    | 2           | 0      | 0            |
|      | Scala    | 15         | 2           | 0          | 0            | 0               | 0               | 0               | 0               | 15    | 2           | 0      | 0            |
|      | Muzet    | 2          | 0           | 0          | 0            | 0               | 0               | 0               | 0               | 2     | 0           | 0      | 0            |
|      | Ferhaoui | 21         | 5           | 0          | 0            | 4               | 2               | 0               | 0               | 25    | 7           | 0      | 0            |
|      | Törőcsik | 26         | 4           | 0          | 0            | 4               | 1               | 0               | 0               | 30    | 5           | 0      | 0            |
|      | Gomez    | 3          | 0           | 0          | 0            | 0               | 0               | 0               | 0               | 3     | 0           | 0      | 0            |
|      | Valadier | 33         | 21          | 0          | 0            | 3               | 2               | 0               | 0               | 36    | 23          | 0      | 0            |
|      | Guédé    | 8          | 2           | 0          | 0            | 1               | 0               | 0               | 0               | 9     | 2           | 0      | 0            |
|      | Kern     | 8          | 0           | 0          | 0            | 1               | 0               | 0               | 0               | 9     | 0           | 0      | 0            |
|      | Maroc    | 12         | 1           | 0          | 0            | 0               | 0               | 0               | 0               | 12    | 1           | 0      | 0            |
|      | Kiss     | 27         | 10          | 0          | 0            | 1               | 2               | 0               | 0               | 28    | 12          | 0      | 0            |
|      | Blanc    | 30         | 6           | 0          | 0            | 2               | 0               | 0               | 0               | 32    | 6           | 0      | 0            |
|      | Soria    | 0          | 0           | 0          | 0            | 0               | 0               | 0               | 0               | 0     | 0           | 0      | 0            |

### Autres statistiques
| Meilleurs buteurs \| Joueur \| Total \| \| Jean-Marc Valadier \| 23 \| \| László Kiss \| 12 \| \| Kader Ferhaoui \| 7 \| \| Laurent Blanc \| 6 \| \| András Törőcsik \| 5 \| \| Christian Lopez \| 2 \| \| Franck Passi \| 2 \| \| Jean-François Scala \| 2 \| \| Jean-Michel Guédé \| 2 \| \| Bruno Blachon \| 1 \| \| Karim Maroc \| 1 \| \| Pascal Baills \| 1 \| \| Philippe Millot \| 1 \| \| Radouane Abbes \| 1 \| \| Richard Toutain \| 1 \| | Equipe type de la saison Chemier ou Hours Baills Millot Lopez Toutain ou Blachon Passi Törőcsik Ferhaoui ou Tischner Kiss Blanc Valadier D'après les temps de jeu à leur poste. |  |
| Joueur | Total |  |
| Jean-Marc Valadier | 23 |  |
| László Kiss | 12 |  |
| Kader Ferhaoui | 7 |  |
| Laurent Blanc | 6 |  |
| András Törőcsik | 5 |  |
| Christian Lopez | 2 |  |
| Franck Passi | 2 |  |
| Jean-François Scala | 2 |  |
| Jean-Michel Guédé | 2 |  |
| Bruno Blachon | 1 |  |
| Karim Maroc | 1 |  |
| Pascal Baills | 1 |  |
| Philippe Millot | 1 |  |
| Radouane Abbes | 1 |  |
| Richard Toutain | 1 |  |

Buts
- Premier but de la saison :   Jean-Marc Valadier contre le FC Grenoble Dauphiné lors de la 1re journée de championnat
- Premier doublé :    László Kiss contre l'AS Béziers lors de la 5e journée de championnat
- Premier triplé :     Jean-Marc Valadier contre l'AS Béziers lors de la 5e journée de championnat
- Premier quadruplé :      Jean-Marc Valadier contre le FC Martigues lors de la 12e journée de championnat
- Plus grande marge : 6 buts (marge positive) 6-0 contre le FC Martigues lors de la 12e journée de championnat
- Plus grand nombre de buts dans une rencontre : 8 buts 4-4 contre le Nîmes Olympique lors de la 31e journée de championnat